# Onofre Glòria i Sampol
Onofre Glòria i Sampol (1733-1798) era membre d'una família de comerciants i fabricants d'indianes de Barcelona, i ocupà el càrrec de cònsol de Malta, que li atorgava un poder de negociació en les importacions de cotó d'aquesta procedència.
Fou el propietari d'un quadre d'Antoni Rafael Mengs, que li va deixar en herència el pintor mallorquí Josep Cantallops i Melià. L'obra apareix en una estampa realitzada per Esteve Boix el 1793. També apareix mencionada en una relació feta per José Nicolás de Azara el 1780. Un cop mort, les obres van passar a ser conservades per Carles Morató.